# 新世界 (2005年电影)
《新世界》（英語：The New World）是2005年在美国上映的历史片和爱情片，由泰伦斯·马利克执导，主演是科林·法洛、欧琳卡·乔彻、克里斯托弗·普卢默、克里斯汀·貝爾。

## 剧情
1607年，北美洲印第安人酋长波瓦坦的部落看到英国人乘着船只来到了自己的土地，他是今美国弗吉尼亚州东部阿尔衮琴族人首领，他的女儿叫宝嘉康蒂。英国人下船的地方是詹姆斯镇，这也是英国在北美洲的第一块殖民地，船长是克里斯托弗·纽波特。
英国人意识到自己将是新土地的开拓者，他们充满了希望，但是疾病、贫穷和纪律松散马上就席卷了他们的队伍，同时，他们和印第安人的矛盾不停地激化。为了寻求和平和物品交换，船上的囚徒史密斯本来要被处以上吊，但是被释放了，他被派遣到印第安人酋长波瓦坦的部落进行沟通。史密斯获得了部落的善待和信任，并且和酋长的女儿宝嘉康蒂慢慢相恋，后来，酋长把他遣送回他们的开拓地。这时候，因为疾病，他们中很多人都死了，幸存者则无心干活，史密斯被推举为殖民地首领，虽然他雷厉风行指挥众人干活，但是在冬天还是饥不果腹。幸亏宝嘉康蒂送来食物，他们才得以度过寒冬。
春天来了之后，英国又来了新的开拓者，使得他们的队伍壮大，印度安人被迫和英国人达成和解，而史密斯则被遣送回英国，留在开拓地的宝嘉康蒂以为恋人死了，慢慢地，和约翰·罗尔夫相恋，两人结婚，并且生下1个儿子，后来，当宝嘉康蒂和丈夫约翰·罗尔夫回到英国时，见到了英国国王和王公大臣，也见到了没死的恋人史密斯，但是爱情已经在岁月中被风吹散，1617年，在她和丈夫回北美弗吉尼亚的时候，突然病倒逝世。

## 主演
| 中文名            | 角色中文名            | 备注                                   |
| ----------------- | --------------------- | -------------------------------------- |
| 科林·法洛         | 约翰·史密斯上尉       | 宝嘉康蒂的初恋情人。                   |
| 欧琳卡·乔彻       | 宝嘉康蒂              | 约翰·史密斯的恋人，后嫁给约翰·罗尔夫。 |
| 克里斯托弗·普卢默 | 船长克里斯托弗·纽波特 |                                        |
| 克里斯汀·貝爾     | 约翰·罗尔夫           | 宝嘉康蒂的丈夫。                       |

## 花絮
电影的剧本在20世纪70年代末就写好了，但是却隔了20年才拍摄。
克里斯汀·貝爾曾在动画版本《风中奇缘》中担任配音。
在动画版本《風中奇緣》中擔任寶嘉康蒂配音的艾琳·貝達爾德在本片飾演寶嘉康蒂的母親。
克里斯托弗·普拉默曾出演《音乐之声》、《时光倒流七十年》和《驚鸟》，参与该片时，他已经75岁。

## 奖项
| 年份 | 奖项                 | 得主              | 类别                 | 结果 |
| ---- | -------------------- | ----------------- | -------------------- | ---- |
| 2005 | 国家评论协会         | 欧琳卡·乔彻       | 突破性表演最佳女主角 | 獲獎 |
| 2005 | 圣地亚哥影评人协会   | 艾曼努尔·卢贝兹基 | 最佳摄影             | 獲獎 |
| 2005 | 华盛顿特区影评人协会 | 欧琳卡·乔彻       | 最具突破演出         | 提名 |
| 2005 | 美国拉丁裔媒体艺术奖 | 欧琳卡·乔彻       | 电影突出女演员       | 獲獎 |
| 2005 | 奥斯卡金像奖         | 艾曼努尔·卢贝兹基 | 最佳摄影             | 提名 |
| 2005 | 广播影评人协会       | 詹姆斯·霍纳       | 最佳配乐             | 提名 |
| 2005 | 广播影评人协会       | 欧琳卡·乔彻       | 最佳年轻女演员       | 提名 |
| 2005 | 芝加哥影评人协会     | 艾曼努尔·卢贝兹基 | 最佳摄影             | 提名 |
| 2005 | 芝加哥影评人协会     | 欧琳卡·乔彻       | 最具潜力演员         | 提名 |
| 2005 | 广播影评人协会奖     | 欧琳卡·乔彻       | 最佳年轻女演员       | 提名 |
| 2005 | 马德普拉塔电影节     | 艾曼努尔·卢贝兹基 | 柯达奖               | 獲獎 |
| 2005 | 马德普拉塔电影节     | 泰伦斯·马利克     | 最佳电影             | 提名 |
| 2005 | 在线电影评论家社会   | 欧琳卡·乔彻       | 突破性表演最佳女主角 | 獲獎 |
| 2005 | 在线电影评论家社会   | 艾曼努尔·卢贝兹基 | 最佳摄影             | 提名 |
| 2005 | 在线电影评论家社会   | 詹姆斯·霍纳       | 最佳原创音乐         | 提名 |
| 2005 | 青年艺术家奖         | 欧琳卡·乔彻       | 突破性表演最佳女主角 | 提名 |